# Åke Anders Edvard Wallenquist
Åke Anders Edvard Wallenquist (Västervik (Suecia), 16 de enero de 1904 - Upsala, 8 de abril de 1994) fue un astrónomo sueco. Trabajó en el observatorio holandés de Bosscha, en Indonesia, entre los años 1928 y 1935, llegando a ser profesor asistente en el Observatorio Kvistaberg en Upsala cuando este antiguo observatorio privado pasó a ser parte de las instalaciones del Observatorio astronómico de Upsala en 1948.
Originalmente trabajó en las estrellas dobles pero fueron los cúmulos abiertos y sus propiedades su principal área de investigación.
Wallenquist fue un miembro muy activo de las dos academias de ciencias suecas, la Real Academia de las Ciencias de Suecia en Estocolmo y la Real Sociedad Sueca de Ciencias en Upsala.
Desde la década de 1950, es el mayor escritor de astronomía popular en Suecia entre los astrónomos profesionales. Sus libros han inspirado a los jóvenes a interesarse en la astronomía.

## Descubrimientos astronómicos

### Asteroides
El 19 de junio de 1950, durante sus observaciones en el Observatorio Palomar descubrió un asteroide en colaboración con Albert George Wilson. El asteroide recibiría el nombre de (1980) Tezcatlipoca por el dios tolteca de la materia. El Minor Planet Center acredita sus descubrimientos como A. A. E. Wallenquist.

## Epónimos
El asteroide (2114) Wallenquist descubierto el 19 de abril de 1976 por Claes-Ingvar Lagerkvist fue nombrado así en su honor.